# Scudetto
Scudetto (ital. lille skjold) er i Italien en populær betegnelse for mesterskabet i fodbold; udover erhvervelsen af pokalen har vinderen af Serie A ret til den følgende sæson at bære et våbenskjold på spillertrøjen med det trefarvede italienske flag.
Traditionen startede i 1924, hvor Genova blev det første hold, der bar lo scudetto.
| Fodbold | Spire Denne artikel om fodbold er en spire som bør udbygges. Du er velkommen til at hjælpe Wikipedia ved at udvide den. |